# Philonerax
Philonerax är ett släkte av tvåvingar. Philonerax ingår i familjen rovflugor.
Kladogram enligt Catalogue of Life:
| Philonerax | \| \| Philonerax amblayoensis \| \| \| \| \| \| Philonerax chilechicoensis \| \| \| \| \| \| Philonerax cienagaensis \| \| \| \| \| \| Philonerax mucidus \| \| \| \| |
|            | \| \| Philonerax amblayoensis \| \| \| \| \| \| Philonerax chilechicoensis \| \| \| \| \| \| Philonerax cienagaensis \| \| \| \| \| \| Philonerax mucidus \| \| \| \| |
|            | Philonerax amblayoensis |
|            | |
|            | Philonerax chilechicoensis |
|            | |
|            | Philonerax cienagaensis |
|            | |
|            | Philonerax mucidus |
|            | |